# Hohoniv, Halîci
Hohoniv (în ucraineană Хохонів) este un sat în comuna Dîteatîn din raionul Halîci, regiunea Ivano-Frankivsk, Ucraina.

## Demografie
Componența lingvistică a localității Hohoniv
     Ucraineană (99,77%)
     Alte limbi (0,23%)
Conform recensământului din 2001, majoritatea populației localității Hohoniv era vorbitoare de ucraineană (99,77%), existând în minoritate și vorbitori de alte limbi.